# Mount Radspinner
Mount Radspinner är ett berg i Antarktis. Det ligger i Östantarktis. Nya Zeeland gör anspråk på området. Toppen på Mount Radspinner är 1 785 meter över havet, eller 546 meter över den omgivande terrängen. Bredden vid basen är 4,3 km.
Terrängen runt Mount Radspinner är varierad. Trakten är obefolkad. Det finns inga samhällen i närheten.